# Lobelia hypsibata
Lobelia hypsibata är en klockväxtart som beskrevs av Franz Elfried Wimmer. Lobelia hypsibata ingår i släktet lobelior, och familjen klockväxter. Inga underarter finns listade i Catalogue of Life.